# Juan Carlos Manjarrez
Juan Carlos Manjarrez, född 1 december 1980, är en mexikansk bågskytt. Han deltog vid olympiska sommarspelen 2000.